# Инаба, Кэрри Энн
Кэ́рри Энн Ина́ба (англ. Carrie Ann Inaba; 5 января 1968, Гонолулу, Гавайи, США) — американская танцовщица, хореограф и актриса.

## Биография
Родилась в 1968 году. В 2000 году окончила Калифорнийский университет в Лос-Анджелесе со степенью бакалавра.
Имея плохое зрение со времён учёбы в 5-м классе, в настоящее время Инаба практически полностью слепа.

## Избранная фильмография
| Год  |   | Русское название | Оригинальное название | Роль |
| ---- | - | ---------------- | --------------------- | ---- |
| 2009 | с | Ханна Монтана    | Hannah Montana        | Тина |